# Volča
Volča este o localitate din comuna Gorenja vas - Poljane, Slovenia, cu o populație de 114 locuitori.